# Laghi
Laghi település Olaszországban, Veneto régióban, Vicenza megyében. Lakosainak száma 125 fő (2023. január 1.). Laghi Arsiero, Folgaria, Terragnolo, Lastebasse és Posina községekkel határos.

## Népesség
A település népességének változása:
| Lakosok száma | 130  | 130  | 125  |
|               | 2017 | 2018 | 2023 |